# هواجس بعد منتصف الليل
هواجس بعد منتصف الليل هو فيلم رعب مغربي من إخراج محمد لعليوي سنة 1999، وبطولة كل من رشيد الوالي، محمد مفتاح، مجيدة بنكيران، وغيرهم.

## القصة
بعد إتمام دراسته وعودته إلى أرض الوطن، يستقر عادل بمدينة إفران ويعمل أستاذا للتربية الفنية، لكن شبح الفتاة التي كان يعرفها سابقا وتخلّى عنها أصبح يطارده.

## الأدوار
- رشيد الوالي في دور "عادل"
- محمد مفتاح في دور "سائق الطاكسي"
- مجيدة بنكيران في دور "الشبح"
- جهاد غوالمي في دور "الخطيبة"

## روابط خارجية
- الفيلم على موقع السينما.كوم